# Rørby
Rørby – miasto w Danii, w regionie Zelandia, w gminie Kalundborg.